# 유니버설 스튜디오 코리아
유니버설 스튜디오 코리아(영어: Universal Studio South Korea, USSK)는 대한민국 경기도 화성시 남양읍에 조성하려고 했던 시설물이다. 

## 계획
2005년 미국 유니버설 스튜디오측에서 유니버설 스튜디오 리조트 코리아 사업 (USKR)을 첫 검토하기 시작한 이후 부산광역시, 인천광역시 청라지구, 경기도 안산시, 경기도 평택시, 전라남도 보성군, 충청남도 아산시, 충청북도 음성군이 리조트 후보지로 경합을 벌였으나 2007년 사업계획에서 경기도 화성시에 본 테마파크를 건설하는 것으로 확정되었으나, 토지계약문제로 한때 무산되었다.
해당 사업은 경기도 화성시 남양읍 신외리 송산그린시티 동쪽 435만m2 부지에 아시아 최대규모의 유니버설 스튜디오를 조성하는 사업으로 유니버설 스튜디오 재팬의 약 7배규모, 유니버설 스튜디오 싱가포르의 약 6배 규모로 지어지는 것으로 알려졌다. 당초에 2014년 개장을 목표로 산업은행, 신한은행, 포스코, 롯데자산개발을 비롯한 15개 회사가 컨소시엄을 구성하여 건설하려고 계획을 잡았으나, 해당 부지의 소유주인 한국수자원공사와 컨소시엄간의 토지 가격 입장차가 좁혀지지 못하였고, 결국 개장이 2016년으로 미뤄져서야 5000억원에 협상이 타결되었다. 처음 한국수자원공사와 시행사가 제시한 토지 가격은 각각 6000억과 1500억원이었다. 유니버설 스튜디오 컨소시엄의 투자총액은 3조원 규모이며, 유니버설 스튜디오가 개장될 경우 연간 1500만명의 국내외 관광객 유치가 기대되고 1만여개 이상의 일자리가 창출될 것으로 알려졌다.
결국 대한민국에서의 설치문제 난항으로 유니버설 스튜디오 코리아 대신, 중화인민공화국 베이징에 유니버설 스튜디오 베이징을 2019년까지 개장하는 계약이 세워졌으며, 계약 내용에 따르면 테마파크 설립을 위한 합자회사가 세워지며 테마파크는 건축면적 200만m2 규모로 꾸며지고 500억위안의 자본이 투입될 예정이다.
하지만 박근혜 대통령의 공약에 포함됨에 따라 재추진된 가운데, 경기도와 화성시 한국수자원공사가 사업에 뛰어들면서 송산그린시티 국제테마파크의 우선협상대상자로 다시 재지정되면서 사업 진행에 탄력을 받게 되었다. 그러나 2017년 1월 16일 무산되었다. 그러나, 유니버셜 스튜디오 코리아 자리에 들어서려던 국제테마파크 우선협상대상자가 2019년에 신세계가 선정되면서 사실상 유니버셜 스튜디오 코리아는 백지화된 셈이다. 신세계가 2026년에 1단계 개장을 목표로 개장 예정이다.

## 같이 보기
- 유니버설 스튜디오 두바이랜드 (아랍에미리트)